# اریکسون گلوب

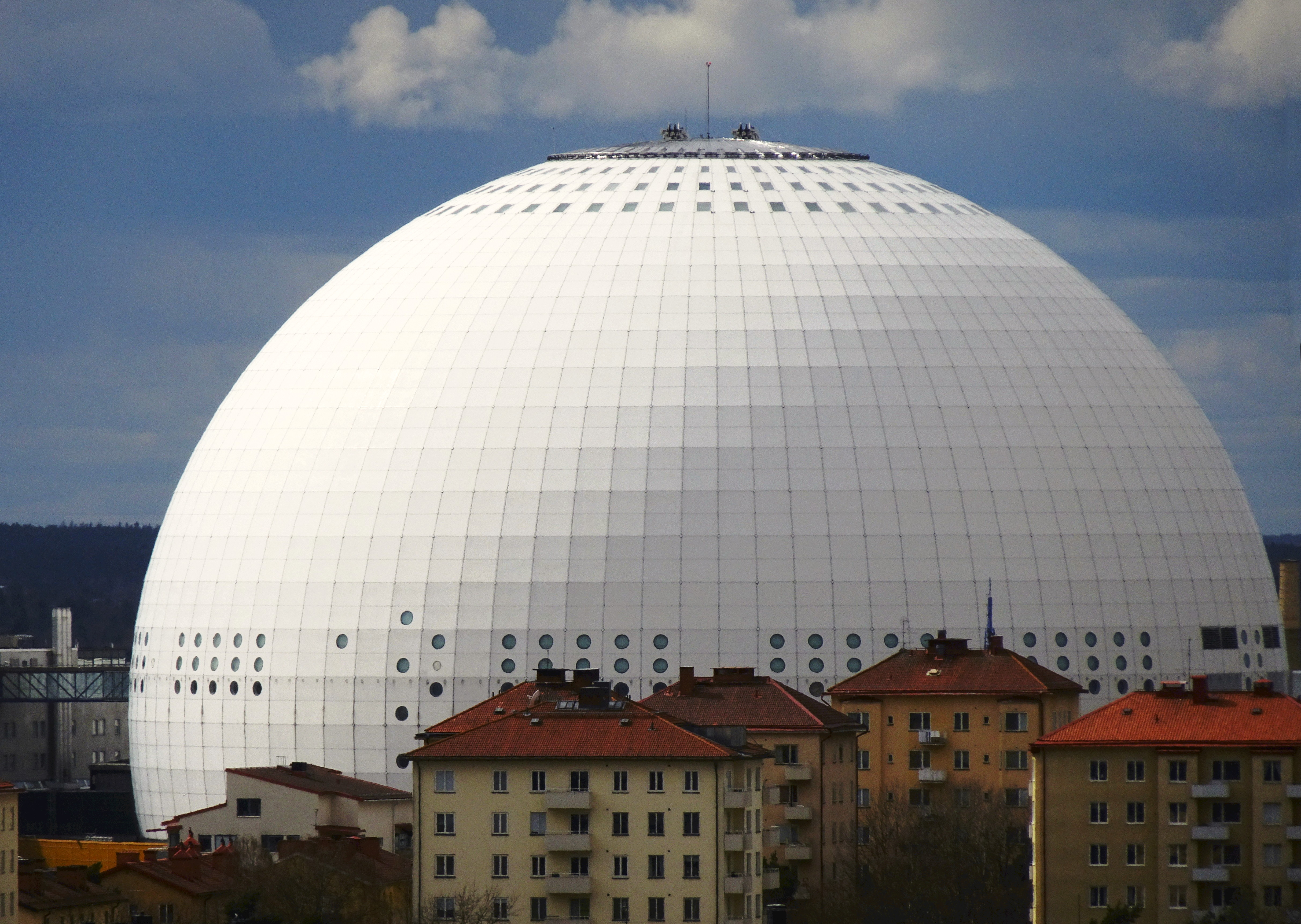
نمایی از اریکسون گلوب

ساختمان گلوبن بزرگترین سازه کروی جهان است که در استکهلم سوئد واقع شده‌است ساختمان گلوبن، بزرگترین ساختمان کروی جهان است و بواسطه عظمتش از هر نقطه استکهلم دیده می‌شود و ۶۰۰۰۰ متر مربع مساحت، ۱۱۰ متر شعاع و ۱۶۰۰۰ نفر گنجایش دارد. محاسبه شده‌است که اگر یک شیر آب را باز کنیم تا گلوبن را پر از آب نمائیم این کار مدت ۴۰ سال بطول خواهد انجامید.
گوگوش، تنها خوانندهٔ ایرانی است که در این مکان کنسرت برگزار کرده است.